# Betrayal
Betrayal è un singolo pubblicato nel 1977 dalla band tedesca di musica elettronica Tangerine Dream. Esso è il tema principale del film Il salario della paura diretto da William Friedkin. Il brano è stato ripubblicato molte volte e in edizioni diverse, a seconda dei paesi dove venne lanciato.

## Betrayal / Betrayal

### Tracce
1. Betrayal (Sorcerer Theme) - 3:38
2. Betrayal (Sorcerer Theme) - 3:38

## Betrayal / Grind

### Tracce
1. Betrayal (Sorcerer Theme) - 3:38
2. Grind - 3:01

## Betrayal / Search

### Tracce
1. Betrayal (Sorcerer Theme) - 3:38
2. Search - 2:54

## Formazione
- Edgar Froese – sintetizzatori, chitarra elettrica, tastiere
- Peter Baumann – sintetizzatori, tastiere
- Christopher Franke – sintetizzatore, tastiere, sequencer

## Fonti
- http://www.voices-in-the-net.de/betrayal_betrayal.htm
- http://www.voices-in-the-net.de/betrayal_grind.htm
- http://www.voices-in-the-net.de/betrayal_search.htm